# Бексли (больница, Бекслихит)
Больница Бексли (англ. Bexley Hospital) — больница скорой медицинской помощи и медпункт («коттеджная больница») на Аптон-роуд в Бекслихите, основанная в 1884 году и финансируемая Объединёнными благотворительными организациями Бексли. Ранее она называлась «Коттеджная больница Бексли и провиантский диспансер» и «Коттеджная больница Бексли».
Один из попечителей, Альфред Бин, владелец поместья Дэнсон в Веллинге, пожертвовал участок земли размером 110 на 160 футов при условии, что на нём будет построена больница и ничего более. Кроме того, он использовал часть своего состояния для финансирования строительства больницы.
Во время Первой мировой войны в больнице лечили раненых солдат, включая бельгийских военнослужащих, о чём свидетельствуют фотографии медсестёр Добровольного санитарного отряда (VAD) 1914 года.
Это была больница скорой медицинской помощи. Она перестала функционировать как больница в 1978 году. Сейчас она известна как дневная больница Аптон и управляется фондом Oxleas NHS Foundation Trust.
Здание больницы сохранилось по состоянию на 2019 год.